# Gilmar Silva
Gilmar Silva (nacido el 9 de marzo de 1984) es un futbolista brasileño que se desempeña como delantero.
Jugó para clubes como el Vitória, Santos, Tokyo Verdy, Yokohama FC, Náutico, Guingamp, Avaí y Criciúma.

## Trayectoria

### Clubes
| Club           | País    | Año         |
| -------------- | ------- | ----------- |
| Vitória        | Brasil  | 2003 - 2005 |
| Santos         | Brasil  | 2006        |
| Tokyo Verdy    | Japón   | 2006        |
| Yokohama FC    | Japón   | 2007        |
| Tokyo Verdy    | Japón   | 2007        |
| Náutico        | Brasil  | 2008 - 2009 |
| Guingamp       | Francia | 2009 - 2011 |
| Grêmio Barueri | Brasil  | 2010        |
| Avaí           | Brasil  | 2012        |
| Criciúma       | Brasil  | 2012        |
| Oeste          | Brasil  | 2013        |
| ABC            | Brasil  | 2013 - 2015 |
| América        | Brasil  | 2015        |
| Santo André    | Brasil  | 2016        |
| Itumbiara      | Brasil  | 2017        |
| Náutico        | Brasil  | 2017 -      |